# Корякский автономный округ
Коря́кский автоно́мный о́круг (коряк. Чав’чываокруг; Коря́кия) — бывший субъект Российской Федерации на Дальнем Востоке России. 1 июля 2007 Корякский автономный округ и Камчатская область объединились в Камчатский край. На данный момент Корякский автономный округ находится в составе Камчатского края как Корякский округ.
Граничил на севере с Чукотским автономным округом и Магаданской областью, с юга — с Камчатской областью. Административный центр — пгт Палана.

## История
Административно был образован 10 декабря 1930 года как Корякский национальный округ. Первоначально окружным центром являлось село Каменское.
22 июля 1934 года ВЦИК постановил включить в состав Камчатской области Чукотский и Корякский национальные округа.
15 октября 1937 года окружным центром становится село Палана (с 1962 года посёлок городского типа Палана). 
7 октября 1977 года переименован в Корякский автономный округ.
Являясь самостоятельным субъектом РФ, Корякский автономный округ входил в состав Дальневосточного федерального округа и Камчатской области. 23 октября 2005 года был проведён референдум по объединению Корякского автономного округа с Камчатской областью. Население поддержало объединение регионов.
В 2006 году в Корякии произошло сильнейшее землетрясение, вследствие которого было упразднено село Корф Олюторского района.
С 1 июля 2007 года Камчатская область и Корякский автономный округ объединены в один Камчатский край, в составе Камчатского края создано административно-территориальное образование с особым статусом — Корякский округ.

## Географическое положение
Корякский автономный округ располагался в северной части полуострова Камчатка, занимая 60 % его площади, прилегающую к нему часть материка и остров Карагинский. Омывался с востока Беринговым морем Тихого океана (протяженность берега более 1500 км), а с запада — Охотским морем (протяженность берега примерно 1500 км).
Расстояние от административного центра Палана до Москвы — 6 263 км (по прямой), до Петропавловска-Камчатского — 950 км (на вездеходе).

## Население
По состоянию на 2023 год в границах Корякского округа проживало 15 503 чел.
| 1939    | 1959    | 1965    | 1970    | 1979    | 1987    | 1989    |
| ------- | ------- | ------- | ------- | ------- | ------- | ------- |
| 23 000  | ↗27 525 | ↗35 000 | ↘30 917 | ↗34 265 | ↗40 000 | ↘39 363 |
| 1990    | 1991    | 1992    | 1993    | 1994    | 1995    | 1996    |
| ↘37 622 | ↗37 709 | ↘37 366 | ↘35 705 | ↘33 071 | ↘31 155 | ↘29 881 |
| 1997    | 1998    | 1999    | 2000    | 2001    | 2002    | 2003    |
| ↘29 026 | ↘28 324 | ↘27 480 | ↘26 645 | ↘25 831 | ↘25 157 | ↘24 964 |
| 2004    | 2005    | 2006    | 2007    |         |         |         |
| ↘24 348 | ↘23 839 | ↘23 185 | ↘22 580 |         |         |         |

| Рождаемость (число родившихся на 1000 человек населения) | Рождаемость (число родившихся на 1000 человек населения) | Рождаемость (число родившихся на 1000 человек населения) | Рождаемость (число родившихся на 1000 человек населения) | Рождаемость (число родившихся на 1000 человек населения) | Рождаемость (число родившихся на 1000 человек населения) | Рождаемость (число родившихся на 1000 человек населения) | Рождаемость (число родившихся на 1000 человек населения) | Рождаемость (число родившихся на 1000 человек населения) |
| 1970                                                     | 1975                                                     | 1980                                                     | 1985                                                     | 1990                                                     | 1995                                                     | 1996                                                     | 1997                                                     | 1998                                                     |
| -------------------------------------------------------- | -------------------------------------------------------- | -------------------------------------------------------- | -------------------------------------------------------- | -------------------------------------------------------- | -------------------------------------------------------- | -------------------------------------------------------- | -------------------------------------------------------- | -------------------------------------------------------- |
| 22,2                                                     | ↘21,1                                                    | ↘20                                                      | ↗20,8                                                    | ↘16,1                                                    | ↘11,5                                                    | →11,5                                                    | ↗11,8                                                    | ↗12,9                                                    |
| 1999                                                     | 2000                                                     | 2001                                                     | 2002                                                     | 2003                                                     | 2004                                                     | 2005                                                     | 2006                                                     |                                                          |
| ↘10,7                                                    | ↘10                                                      | ↗10,6                                                    | ↗11,3                                                    | ↘10,9                                                    | ↗14,1                                                    | ↘12,5                                                    | ↘11,8                                                    |                                                          |

| Смертность (число умерших на 1000 человек населения) | Смертность (число умерших на 1000 человек населения) | Смертность (число умерших на 1000 человек населения) | Смертность (число умерших на 1000 человек населения) | Смертность (число умерших на 1000 человек населения) | Смертность (число умерших на 1000 человек населения) | Смертность (число умерших на 1000 человек населения) | Смертность (число умерших на 1000 человек населения) | Смертность (число умерших на 1000 человек населения) |
| 1970                                                 | 1975                                                 | 1980                                                 | 1985                                                 | 1990                                                 | 1995                                                 | 1996                                                 | 1997                                                 | 1998                                                 |
| ---------------------------------------------------- | ---------------------------------------------------- | ---------------------------------------------------- | ---------------------------------------------------- | ---------------------------------------------------- | ---------------------------------------------------- | ---------------------------------------------------- | ---------------------------------------------------- | ---------------------------------------------------- |
| 11,6                                                 | ↘11,2                                                | ↘10                                                  | ↘7,6                                                 | ↗8,7                                                 | ↗14,4                                                | ↘13,4                                                | ↘12,7                                                | ↘11,6                                                |
| 1999                                                 | 2000                                                 | 2001                                                 | 2002                                                 | 2003                                                 | 2004                                                 | 2005                                                 | 2006                                                 |                                                      |
| ↗13,3                                                | ↗13,5                                                | ↗13,8                                                | ↘13,7                                                | ↗18,7                                                | ↗19,2                                                | ↗19,8                                                | ↘16                                                  |                                                      |

| Естественный прирост населения (на 1000 человек населения, знак (-) означает естественную убыль населения) | Естественный прирост населения (на 1000 человек населения, знак (-) означает естественную убыль населения) | Естественный прирост населения (на 1000 человек населения, знак (-) означает естественную убыль населения) | Естественный прирост населения (на 1000 человек населения, знак (-) означает естественную убыль населения) | Естественный прирост населения (на 1000 человек населения, знак (-) означает естественную убыль населения) | Естественный прирост населения (на 1000 человек населения, знак (-) означает естественную убыль населения) | Естественный прирост населения (на 1000 человек населения, знак (-) означает естественную убыль населения) | Естественный прирост населения (на 1000 человек населения, знак (-) означает естественную убыль населения) | Естественный прирост населения (на 1000 человек населения, знак (-) означает естественную убыль населения) |
| 1970 | 1975 | 1980 | 1985 | 1990 | 1995 | 1996 | 1997 | 1998 |
| --- | --- | --- | --- | --- | --- | --- | --- | --- |
| 10,6 | ↘9,9 | ↗10 | ↗13,2 | ↘7,4 | ↘−2,9 | ↗−1,9 | ↗−0,9 | ↗1,3 |
| 1999 | 2000 | 2001 | 2002 | 2003 | 2004 | 2005 | 2006 | |
| ↘−2,6 | ↘−3,5 | ↗−3,2 | ↗−2,4 | ↘−7,8 | ↗−5,1 | ↘−7,3 | ↗−4,2 | |

| Ожидаемая продолжительность жизни при рождении (число лет) | Ожидаемая продолжительность жизни при рождении (число лет) | Ожидаемая продолжительность жизни при рождении (число лет) | Ожидаемая продолжительность жизни при рождении (число лет) | Ожидаемая продолжительность жизни при рождении (число лет) | Ожидаемая продолжительность жизни при рождении (число лет) | Ожидаемая продолжительность жизни при рождении (число лет) | Ожидаемая продолжительность жизни при рождении (число лет) | Ожидаемая продолжительность жизни при рождении (число лет) |
| 1993                                                       | 1994                                                       | 1995                                                       | 1996                                                       | 1997                                                       | 1998                                                       | 1999                                                       | 2000                                                       | 2001                                                       |
| ---------------------------------------------------------- | ---------------------------------------------------------- | ---------------------------------------------------------- | ---------------------------------------------------------- | ---------------------------------------------------------- | ---------------------------------------------------------- | ---------------------------------------------------------- | ---------------------------------------------------------- | ---------------------------------------------------------- |
| 57                                                         | ↘53,5                                                      | ↘53,2                                                      | ↗54,2                                                      | ↗55,3                                                      | ↗56,4                                                      | ↘55,7                                                      | →55,7                                                      | ↘55,4                                                      |
| 2002                                                       | 2003                                                       | 2004                                                       | 2005                                                       | 2006                                                       | 2007                                                       | 2008                                                       | 2009                                                       |                                                            |
| ↗56,4                                                      | ↘54,1                                                      | ↘53,1                                                      | ↘51,3                                                      | ↗56                                                        | ↗56,2                                                      | ↘56                                                        | ↘55,1                                                      |                                                            |

## Климат, природа и сейсмическая обстановка
Климат суровый, субарктический, на побережьях — морской, во внутренних районах — континентальный. Зима продолжительная, снежная и морозная, средняя температура января от −14 °C на восточном побережье до −23 °C в центре полуострова. Лето короткое, прохладное и дождливое, средняя температура июля +10°C…+14 °C. Среднее количество осадков от 300 до 700 мм в год.
Природа разнообразна: срединные горные хребты с ледниками, прибрежные сопки, обширные пространства лесотундры и тундры, местами многолетняя мерзлота. Тысячи рек и озёр, богатых рыбой (кета, горбуша, голец, хариус, форель); десятки разных видов животных (медведь, лось, снежный баран, заяц, песец, соболь и др.), сотни видов лесных и водоплавающих птиц. В тундре на пастбищах пасутся олени.
Основные реки: Пенжина (протяженность 713 км), Таловка (458 км), Вывенка (395 км), Пахача (293 км), Апука (296 км), Укэлаят (288 км).
Озера: Таловское (44 км²), Паланское (28 км²).
Горные хребты: Срединный, Ветвейский, Пенжинский, Пахачинский, Олюторский и др. Высоты: г. Хувхойтун (2613 м), г. Ледяная (2562 м), г. Острая (2552 м). г. Шишель (2531 м), сопка Тылеле (2234 м).
Заповедники: Корякский природный заповедник, включающий мыс Говена, бухту Лаврова и Парапольский дол (327 тыс. га); природные заказники — остров Карагинский (193 тыс. га), река Морошечная (150 тыс. га), река Белая (90 тыс. га), озеро Паланское (88 тыс. га), лагуна Каазарок (17 тыс. га), Утхолок (50 тыс. га).
Памятники природы: Паланские геотермальные источники, бухта Анастасии, о. Маньчжур, Лиственничный лес, аметисты реки Шаманка и др.
В 2006 году на территории округа произошло мощное Олюторское землетрясение, от которого пострадали населённые пункты, в первую очередь, Олюторского района.

## Природные ресурсы
Полезные ископаемые: нефть, природный газ, уголь, рудные залежи цветных металлов (меди, никеля, олова, ртути); долинные россыпи платины и золота.

## Экономика
Основные отрасли: рыбная промышленность (добыча и переработка рыбы и морепродуктов), сельское хозяйство, оленеводство, добыча угля и цветных металлов, электроэнергетика, транспорт, туризм.

## Административно-территориальное деление

### Районы
- Карагинский район (юго-восток)
- Олюторский район (северо-восток)
- Пенжинский район (северо-запад)
- Тигильский район (юго-запад)

### Муниципальные образования
На 1 января 2007 года на территории Корякского автономного округа существовало 33 муниципальных образования: городской округ и 4 муниципальных района, включающих одно городское и 27 сельских поселений:
городской округ «поселок Палана» 
Карагинский муниципальный район
городское поселение «поселок Оссора»
сельские поселения «село Ильпырское», «село Ивашка», «село Карага», «село Кострома», «село Тымлат»
Олюторский муниципальный район
сельские поселения «село Апука», «село Ачайваям», «село Средние Пахачи», «село Пахачи», «село Вывенка», «село Корф», «село Тиличики», «село Хаилино»
Пенжинский муниципальный район
сельские поселения «село Аянка», «село Каменское», «село Манилы», «село Оклан», «село Парень», «село Слаутное», «село Таловка»
Тигильский муниципальный район
сельские поселения «село Воямполка», «село Лесная», «село Седанка», «село Тигиль», «село Усть-Хайрюзово», «село Хайрюзово».

## СМИ
2 ноября 1937 года вышла в свет газета Корякского национального округа «Народовластие». Первоначальное название «Корякский большевик». С 1953 года под названием «Корякский коммунист». С 1 января 1991 года современное название.